# Gaston Dominici
Gaston Dominici (* 22. Januar 1877 in Digne; † 4. April 1965 ebenda) war ein französischer Weinbauer, der wegen dreifachen Mordes verurteilt wurde.

## Leben
Er war als Sohn von Clemence Rosalie Dominici geboren. Er heiratete Marie Vassal und hatte mit ihr 9 Kinder. Sie lebten auf dem Bauernhof La Grand'Terre.

## Anklage
Am 5. August 1952 wurden die drei Leichen einer britischen Urlauberfamilie gefunden. Es waren keine Anzeichen eines sexuellen Übergriffs oder Kampfes erkennbar. Trotz der Unordnung im Auto wurden nur wenige Gegenstände entwendet. Die Polizei fand keine Anhaltspunkte, die auf die Identität des Täters oder das Motiv für das Massaker hinwiesen.
Gaston gab den Dreifachmord schließlich zu, nachdem er von zwei seiner Söhne beschuldigt worden war. Später zog er sein Geständnis jedoch zurück, da er behauptete, dies nur getan zu haben, um andere Mitglieder seiner Familie zu schützen.
Bei den Opfern handelte es sich um den Ernährungswissenschaftler Sir Jack Drummond, dessen Frau Ann und beider zehn Jahre alte Tochter Elizabeth; sie wurden auf dem Friedhof von Forcalquier bestattet.

## Urteil, Strafe und Tod
Die am  28. November 1954 zunächst einstimmig verhängte Todesstrafe wurde per Gnadenakt seitens Charles de Gaulle in eine lebenslange Zuchthausstrafe umgewandelt; bereits 1960 wurde er altersbedingt freigelassen. Er starb 1965 in einem Altersheim.
Das Urteil war wegen der schwachen Beweislage höchst umstritten. Eine der angesehensten Gerichtsberichterstatterinnen Frankreichs nannte es »einen entsetzlichen Justizirrtum«.

## Rezeption
Der Fall war unter anderem Grundlage des Kinofilms Die Affäre Dominici von 1973 mit Jean Gabin und Gérard Depardieu, diente noch 2010 als Vorlage für einen Comic und wurde anlässlich einer ähnlichen Tat 2012 erneut von den Medien aufgegriffen.
In seiner Sammlung Mythen des Alltags (1957) greift Roland Barthes den Fall in dem Text „Dominici oder der Triumph der Literatur“ auf.

## Belege
1. 1 2  Actes état civil. S. 188, abgerufen am 11. August 2025 (französisch, Cote: 1MI5/0833).
2. ↑  Véronique Laroche-Signorile: Les 10 dates-clés de l'affaire Dominici. 17. November 2014, abgerufen am 11. August 2025 (französisch).
3. 1 2  Alix Kirsta: J' accuse. In: www.theguardian.com. 17. April 2004, abgerufen am 9. Januar 2024 (englisch).
4. 1 2 3 4 5  Lena Jakat: Die rätselhafte Affäre Dominici. 7. September 2012, abgerufen am 11. August 2025.
5. ↑  Sinn, Dieter: Das große Verbrecherlexikon.Pawlak, Herrsching 1984, ISBN 3-88199-146-8, S. 117
6. ↑  Der Werwolf. In: Der Spiegel. 7. Dezember 1954, ISSN 2195-1349 (spiegel.de [abgerufen am 9. Januar 2024]).

| Personendaten    | Personendaten                                 |
| ---------------- | --------------------------------------------- |
| NAME             | Dominici, Gaston                              |
| KURZBESCHREIBUNG | französischer Weinbauer und dreifacher Mörder |
| GEBURTSDATUM     | 22. Januar 1877                               |
| GEBURTSORT       | Digne                                         |
| STERBEDATUM      | 4. April 1965                                 |
| STERBEORT        | Digne                                         |